# Åkerkål
Åkerkål (Brassica rapa ssp. campestris) är en ettårig meterhög ört med gula blommor som blommar från juni till juli. Den förekommer i hela Sverige och anses vara ett ogräs på många platser.
Dess ursprung är okänt och är möjligen en förvildad variant av rybs. Åkerkålen är sedan länge känd som ogräs men inte känd som ursprunglig vild växt någonstans.

## Bygdemål
| Namn    | Trakt          | Ref.  | Förklaring |
| ------- | -------------- | ----- | ---------- |
| Agerkål | Skåne, Halland | [ 3 ] |            |

## Synonymer

### Vetenskapliga
- B. campestris L.
- B. rapa L. ssp. sylvestris (L.) Janch. (ssp. campestris)
- B. campestris L. var. oleifera DC. (ssp. oleifera)
- B. campestris L. ssp. rapifera (Metzg.) Sinskaya
- B. rapa L. ssp. rapifera Metzg. (ssp. rapa)

### Svenska
- Rybs
- Ryps (ssp. oleifera)
- Salladskål
- Kinakål (ssp. pekinensis)
- Rova (ssp. rapa)